# Hypogastruridae
Hypogastruridae es una familia de colémbolos. Los miembros de esta familia son comunes y muy difundidos con una distribución cosmopolita de unas 660 especies en unos 40 géneros.

## Géneros selectos
Los géneros de Hypogasturidae son:
- Acherongia Massoud & Thibaud, 1985
- Acherontides Bonet, 1945
- Acherontiella Absolon, 1913
- Acheroxenylla Ellis, 1976
- Austrogastrura Thibaud & Palacios-Vargas, 1999
- Barbagastrura Massoud, Najt & Thibaud, 1975
- Biscoia Salmon, 1962
- Bonetogastrura Thibaud, 1974
- Celegastrura Palacios-Vargas, Mendoza & Villalobos, 2000
- Ceratophysella Börner in Brohmer, 1932
- Choreutinula Paclt, 1944
- Cosberella Wray, 1963
- Denigastrura Stach, 1949
- Ecuadogastrura Palacios-Vargas & Thibaud, 2001
- Gnathogastrura Dìaz & Najt, 1983
- Hypogastrura Bourlet, 1839
- Jacutogastrura Martynova, 1981
- Mesachorutes Absolon, 1900
- Mesogastrura Bonet, 1930
- Microgastrura Stach, 1922
- Mitchellania Wray, 1953
- Neobeckerella Wray, 1952
- Octoacanthella Martynova, 1961
- Ongulogastrura Thibaud & Massoud, 1983
- Orogastrura Deharveng & Gers, 1979
- Parawillemia Izarra, 1975
- Paraxenylla Murphy, 1965
- Pseudacherontides Djanaschvili, 1971
- Schaefferia Absolon, 1900
- Schoettella Schäffer, 1896
- Stenogastrura Christiansen & Bellinger, 1980
- Tafallia Bonet, 1947
- Thibaudylla Najt & Weiner in Najt & Matile, 1997
- Triacanthella Schäffer, 1897
- Typhlogastrura Bonet, 1930
- Willemgastrura Pereira de Oliveira & Thibaud, 1988
- Willemia Börner, 1901
- Xenylla Tullberg, 1869
- Xenyllogastrura Denis, 1932